# ملعب سانت ياكوب
ملعب سانت ياكوب (بالألمانية: St. Jakob Stadion) هو ملعب كرة قدم يقع في بازل، سويسرا، يتسع لـ 51,500 متفرج.

## التاريخ
بدأ بناء الملعب في 1953 وافتتح في 24 أبريل 1954. تم إغلاقه في 1998.